# Сборная Англии по футболу
Сборная Англии по футболу (англ. England national football team) представляет Англию в международных матчах и турнирах по футболу. Управляющая организация — Футбольная ассоциация Англии. Футбольная ассоциация Англии является старейшей в мире; основанная в 1863 году, она стала членом ФИФА в 1905 году и членом УЕФА в 1954 году.
Английская сборная является старейшей, наряду со сборной Шотландии, национальной футбольной сборной в мире. Первый международный матч англичане провели как раз с шотландцами в 1872 году. С 1883 года Англия начала выступать в Домашнем чемпионате Великобритании — первом международном футбольном турнире для сборных; всего же за столетнюю историю турнира она добивались победы на нём рекордные 54 раза.
В 1966 году сборная Англии под руководством Альфа Рамсея единственный раз в своей истории выиграла чемпионат мира. В финале на домашнем стадионе «Уэмбли» со счётом 4:2 в дополнительное время была повержена сборная ФРГ. Чемпионат Европы Англия ни разу не выигрывала, оставаясь при этом единственной сборной-чемпионом мира, не побеждавшей в своём континентальном первенстве.
Домашний стадион сборной Англии — «Уэмбли», вмещающий 90 000 зрителей. Стадион, построенный в 2007 году на месте легендарного старого «Уэмбли», является вторым по вместимости в Европе и самым дорогим стадионом в мире. Также сборная неоднократно играла и на других полях.
Наибольшее количество матчей за сборную сыграл Питер Шилтон — 125 игр, лучший бомбардир — Гарри Кейн (71 гол).

## История

### Ранний период
Первый матч между сборными Англии и Шотландии, организованный Футбольной ассоциацией Англии, прошёл 5 марта 1870 года. Но ввиду того, за сборную Шотландии сыграли только жители Лондона, первые пять матчей между сборными не признаются ФИФА в качестве официальных.
Первый официально признанный ФИФА матч национальных футбольных сборных состоялся 30 ноября 1872 года, в нём Англия сыграла вничью с Шотландией. В той игре каждая сборная управлялась независимо от другой, в отличие от первого матча 1870 года, когда Футбольная ассоциация Англии контролировала обе сборные. В течение последующих сорока лет сборная Англии играла исключительно с тремя другими «домашними сборными»: Шотландией, Уэльсом и Ирландией. Эти матчи стали официальными после организации Домашнего чемпионата Великобритании, первого футбольного турнира национальных сборных, который проводился с 1883 по 1984 год и в котором Англия одержала рекордное число побед — 54 (34 единоличных и 20 «разделённых» с другими сборными).
До открытия стадиона «Уэмбли» сборная Англии не имела собственного домашнего стадиона. В 1906 году Англия вступила в ФИФА, а в 1908 году провела свои первые матчи за пределами Британских островов против команд из центральной Европы. Рост напряжённости в отношениях между футбольными организациями Великобритании и ФИФА привёл к выходу всех британских сборных из ФИФА в 1928 году, однако после Второй мировой войны все британские сборные вновь вернулись в ФИФА в 1946 году. В результате конфликта с ФИФА Англия не сыграла на чемпионатах мира 1930, 1934 и 1938 года. Однако в 1934 году англичане одержали победу над сборной Италии (действующим на тот момент чемпионом мира) в жёстком противостоянии в Лондоне. Впервые сборная Англии сыграла на чемпионате мира только после Второй мировой войны, на чемпионате мира 1950 года в Бразилии, где не смогла выйти из группы.
В 1949 году сборная Англии потерпела своё первое в истории домашнее поражение (0:2 против сборной Ирландии на стадионе «Гудисон Парк»). В 1953 году Англия со счётом 3:6 проиграла Венгрии на «Уэмбли». В ответной игре в Будапеште Венгрия выиграла со счётом 7:1, что до сих пор является крупнейшим поражением сборной Англии за всю историю. После двух поражений от венгров стало ясно, что тактические схемы англичан устарели.
На чемпионате мира 1954 года Айвор Бродис забил два гола в ворота сборной Бельгии, став первым автором «дубля» в составе англичан на чемпионатах мира. Ещё два гола в этом матче забил Нэт Лофтхаус, а встреча завершилась вничью со счётом 4:4. В четвертьфинале Англия уступила сборной Уругвая со счётом 2:4.

### 1966—1974
Первым главным тренером сборной Англии стал Уолтер Уинтерботтом в 1946 году, но при нём состав на матч всё ещё определял специальный комитет. В 1963 году главным тренером сборной стал Альф Рамсей, который получил полный контроль над командой. Под руководством Рамсея Англия выиграла чемпионат мира 1966 года, обыграв в финале сборную ФРГ со счётом 4:2 (Джефф Херст сделал «хет-трик» в финальном матче).
На чемпионате Европы 1968 года Англия дошла до полуфинала, где проиграла Югославии.
На чемпионате мира 1970 года в Мексике Англия дошла до четвертьфинала, где уступила сборной ФРГ со счётом 2:3. После того как сборная не смогла квалифицироваться на чемпионат мира 1974 года, Рамсей был уволен с поста главного тренера.
В 1982 году Англия под руководством Рона Гринвуда после 12-летнего перерыва квалифицировалась на чемпионат мира, проходивший в Испании, но выбыла из турнира после второго раунда, не проиграв ни одного матча. Под руководством Бобби Робсона Англия достигла четвертьфиналов на чемпионате мира 1986 года и заняла 4-е место на чемпионате мира 1990 года.

### 1974—1990
После отставки Рамсея временным тренером сборной был Джо Мерсер, руководивший командой на протяжении семи матчей, после чего его сменил Дон Реви. Под руководством Реви Англия не смогла квалифицироваться на чемпионат Европы 1976 года и на чемпионат мира 1978 года.
В 1977 году Реви подал в отставку, его сменил Рон Гринвуд. Гринвуд сумел вывести сборную Англии на чемпионат Европы 1980 года, не проиграв ни одного матча в квалификации, но на самом турнире Англия не вышла из группы. В 1982 году Англия после 12-летнего перерыва квалифицировалась на чемпионат мира в Испании, но выбыла из турнира после второго группового раунда, не проиграв на турнире ни одного матча.
Бобби Робсон возглавлял сборную Англии с 1982 по 1990 год. Под его руководством команда не смогла квалифицироваться на чемпионат Европы 1984 года, но вышла на чемпионат мира 1986 года в Мексике, где дошла до четвертьфинала, проиграв в знаменитом матче против Аргентины, в котором Диего Марадона один гол забил рукой, а второй — обыграв перед этим пять англичан. Нападающий сборной Англии Гари Линекер стал лучшим бомбардиром чемпионата мира 1986 года, забив на турнире шесть голов.
Англия квалифицировалась на Евро-1988, но проиграла на нём все три матча группового этапа. На чемпионате мира 1990 года Англия заняла четвёртое место, проиграв в полуфинале сборной ФРГ по пенальти. Несмотря на поражение от Италии в матче за третье место, англичане получили бронзовые медали, идентичные медалям занявших третье место итальянцев. После неожиданно хорошего выступления команды на чемпионате мира 1990 года и эмоционального поражения по пенальти от ФРГ сборную встречали в Англии как героев; тысячи людей вышли на улицы, приветствуя футболистов, едущих на автобусах с открытым верхом.

### 1990-е годы
В 1990-е годы на посту главного тренера сборной Англии сменилось четыре человека. Грэм Тейлор стал преемником Бобби Робсона. Под его руководством команда не смогла выиграть ни одного матча на Евро-1992, а затем не квалифицировалась на чемпионат мира 1994 года, после чего Тейлор подал в отставку.
В 1994 году сборную возглавил Терри Венейблс. На Евро-1996 Англия под его руководством дошла до полуфинала (повторив своё достижение 1968 года), где проиграла сборной Германии по пенальти. Нападающий сборной Англии Алан Ширер стал лучшим бомбардиром Евро-1996 с пятью забитыми голами. Именно на Евро-1996 британская рок-группа The Lightning Seeds и юмористы Дэвид Баддиел и Фрэнк Скиннер записали песню «Three Lions», которая стала гимном болельщиков сборной Англии на трибунах. Ещё перед чемпионатом Европы Венейблс заявил, что покинет пост главного тренера сборной по его окончании из-за судебных разбирательств.
Венейблса сменил Гленн Ходдл, под руководством которого Англия квалифицировалась на чемпионат мира 1998 года, но выбыла из него на стадии 1/8 финала после поражения от Аргентины по пенальти. В феврале 1999 года Ходдл был уволен из-за вызвавших скандал комментариев, которые он дал газете по поводу людей с ограниченными возможностями.
После отставки Ходдла исполняющим обязанности главного тренера сборной был Говард Уилкинсон. Новым постоянным главным тренером сборной стал Кевин Киган, который вывел сборную на Евро-2000, на котором англичане не смогли выйти из группы. Вскоре после этого Киган подал в отставку.

### 2001—2012
С 2001 по 2006 годы сборную возглавлял был швед Свен-Ёран Эрикссон, ставший первым неангличанином во главе национальной команды «трёх львов». Под его руководством Англия доходила до четвертьфиналов на чемпионате мира 2002 года, Евро-2004 и чемпионате мира 2006 года. Во главе сборной Эрикссон проиграл только пять матчей, имеющих турнирное значение, а Англия под его руководством поднялась на четвёртую строчку мирового рейтинга. Контракт со шведским тренером завершился после чемпионата мира 2006 года.
Эрикссона сменил Стив Макларен. Под его руководством Англия не смогла квалифицироваться на Евро-2008, и 22 ноября 2007 года он был уволен, проведя на посту главного тренера сборной лишь 16 месяцев.
14 декабря 2007 года главным тренером сборной Англии был назначен итальянец Фабио Капелло. Капелло вывел Англию на чемпионат мира 2010 года, но на самом турнире англичане выступили невыразительно и выбыли из него после поражения от сборной Германии со счётом 1:4. В феврале 2012 года Капелло подал в отставку вследствие разногласий с Футбольной ассоциацией Англии, которая требовала лишить Джона Терри капитанской повязки на фоне скандала с обвинениями последнего в расизме.

### С 2012 года
В мае 2012 года новым главным тренером сборной Англии был назначен Рой Ходжсон. Под его руководством Англия вышла из группы на Евро-2012, но в четвертьфинале проиграла сборной Италии по пенальти. На чемпионате мира 2014 года Англия впервые с 1958 года не смогла выйти из группы. Затем Англия квалифицировалась на чемпионат Европы 2016 года, выиграв все 10 матчей в рамках отборочного турнира, но в 1/8 финала на самом Евро-2016 неожиданно проиграла сборной Исландии. После этого Ходжсон подал в отставку. Ходжсона сменил Сэм Эллардайс, но спустя 67 дней контракт с ним был расторгнут по взаимному согласию после коррупционного скандала. Эллардайс стал рекордсменом по самому короткому периоду нахождения в должности постоянного главного тренера сборной Англии. Эллардайс руководил сборной только в одном матче против Словакии (победа англичан со счётом 1:0), поэтому он также является единственным постоянным главным тренером сборной Англии со стопроцентным показателем побед.
После отставки Эллардайса временным главным тренером сборной был назначен Гарет Саутгейт, до этого возглавлявший сборную Англии до 21 года, а в ноябре того же года он возглавил сборную на постоянной основе. Под руководством Саутгейта Англия квалифицировалась на чемпионат мира в России, на котором заняла второе место в группе и вышла в плей-офф. В 1/8 финала англичане обыграли Колумбию в серии послематчевых пенальти, в четвертьфинале победили затем Швецию со счётом 2:0, но в полуфинале в дополнительное время проиграли Хорватии. В матче за третье место сборная Англии уступила сборной Бельгии. Нападающий сборной Англии Гарри Кейн стал лучшим бомбардиром чемпионата мира в России с шестью забитыми голами.
14 ноября 2019 года сборная Англии провела свой 1000-й официальный матч, в котором разгромила сборную Черногории со счётом 7:0 на стадионе «Уэмбли».
На Евро-2020 (который из-за пандемии COVID-19 был перенесён на лето 2021 года) Англия провела все матчи группового этапа на стадионе «Уэмбли». В первом матче группового этапа она победила Хорватию со счётом 1:0. Это была первая в истории победа англичан в стартовом матче чемпионата Европы. После этого Англия сыграла вничью с Шотландией и обыграла Чехию. В 1/8 финала англичане обыграли Германию со счётом 2:0. В четвертьфинале Англия уверенно разгромила сборную Украины со счётом 4:0. В полуфинале англичане обыграли сборную Дании со счётом 2:1 и вышли в финал чемпионата Европы. В финальной игре против сборной Италии Англия открыла счёт уже на 2-й минуте, однако во второй половине встречи Италия сравняла счёт. Основное и дополнительное время победителя не выявило, а в серии послематчевых пенальти итальянцы одержали победу со счётом 3:2.
На чемпионат мира 2022 года Англия обыграла сборные Ирана и Уэльса и сыграла вничью с США в групповом этапе, выйдя в плей-офф. В 1/8 финала англичане обыграли сборную Сенегала со счётом 3:0, но в четвертьфинале уступили сборной Франции со счётом 1:2. В матче против французов Кейн забил свой 53-й гол за сборную, сравнявшись с рекордом Уэйна Руни.
На Евро-2024 англичане заняли первое место в своей группе, одержав победу над сборной Сербии со счётом 1:0 и дважды сыграв вничью (1:1 с Данией и 0:0 со Словенией). В 1/8 финала Англия обыграла Словакию со счётом 2:1 в дополнительное время. Четвертьфинал против Швейцарии завершился вничью 1:1, в серии послематчевых пенальти Англия одержала победу со счётом 5:3. В полуфинале Англия обыграла Нидерланды со счётом 2:1 и вышла в финал, где уступила Испании со счётом 1:2, проиграв второй подряд финал чемпионата Европы.

## Формы, цвета и герб

### Поставщики форм
| Поставщик формы              | Период     | Источник      |
| ---------------------------- | ---------- | ------------- |
| St. Blaize and Hope Brothers | 1949—1954  | [ 82 ] [ 83 ] |
| Umbro                        | 1954—1961  | [ 84 ]        |
| Bukta                        | 1959—1965  | [ 85 ] [ 86 ] |
| Umbro                        | 1965—1974  | [ 86 ]        |
| Admiral Sportswear           | 1974—1984  | [ 86 ]        |
| Umbro                        | 1984—2013  | [ 87 ]        |
| Nike                         | 2013—н. в. | [ 88 ]        |

### Герб
На форме сборной Англии по футболу есть изображения трёх львов с герба Англии — герб короля Ричарда I Львиное Сердце, который правил с 1189 по 1199 год. В своём первом матче в 1872 году игроки сборной Англии надели белые футболки с гербом Футбольной ассоциации Англии (три льва). Изображение трёх львов (обычно синего цвета) иногда незначительно менялось. Изначально надо львами изображалась корона, но в 1949 году её убрали с герба, когда Геральдическая палата официально утвердила герб Футбольной ассоциации, на который были добавлены десять роз Тюдоров, по одной на каждую из региональных представительств Футбольной ассоциации. С 2003 года над гербом сборной Англии также изображается звезда в честь победы на чемпионате мира 1966 года.

### Цвета
Англия традиционно выступает в футболках белого цвета, тёмно-синих шортах и белых либо чёрных гетрах. Периодически Англия играет в полностью белой форме.
Первая гостевая форма сборной Англии была синего цвета, но традиционным цветом гостевой формы считает красный (красные футболки, белые шорты и красные гетры). В 1996 году Англия выпустила гостевую форму серого цвета (англичане использовали её только трижды, в том числе в полуфинале Евро-1996 против Германии), после чего вернулась к традиционным красным цветам. В 2011 году гостевая форма стала тёмно-синей (использовалась до 2012 года).
Иногда у сборной Англии был третий комплект форм. Так, на чемпионате мира 1970 года англичане использовали голубую форму в матче группового этапа против Чехословакии. Летом 1973 года Англия сыграла в форме жёлтого цвета, похожей на традиционную форму сборной Бразилии. На чемпионате мира 1986 года у Англии был третий комплект голубых форм, но на турнире он не использовался.
Компания Umbro была официальным поставщиком форм для сборной Англии с 1954 года. С 1959 по 1965 год форму для сборной поставляла текстильная компания Bukta из Стокпорта, а с 1974 по 1984 год — компания Admiral Sportswear. В 2008 году компания Nike купила Umbro, а в 2013 году стала официальным поставщиком форм для сборной Англии в 2013 году после продажи бренда Umbro.

## Домашний стадион
В первые 50 лет своего существования сборная Англии не имела «основного» домашнего стадиона, выступая на разных стадионах Англии. Изначально сборная играла на крикетных аренах, позднее стала выступать на футбольных стадионах. В 1923 году к Британской имперской выставке в лондонском районе Уэмбли был открыт «Эмпайр стэдиум» (также известный как «Уэмбли»).
Свой первый матч на «Уэмбли» Англия провела в 1924 году против Шотландии. В последующие 27 лет Англия проводила на «Уэмбли» только матчи против Шотландии. В 1950-е годы «Уэмбли» стал основным стадионом сборной. В октябре 2000 года стадион был закрыт; последним матчем на нём стала игра против Германии.
В 2003 году стадион был демонтирован, после чего начались работы по постройке нового стадиона на месте старого. В этот период Англия выступала в основном на «Олд Траффорд» в Манчестере, а также на «Сент-Джеймс Парк» в Ньюкасле-апон-Тайн.
Новый «Уэмбли» был открыт в 2007 году. Сборная Англии провела первый матч на нём 1 июня 2007 года против сборной Бразилии. Владельцем стадиона является Футбольная ассоциация Англии, где расположена её штаб-квартира.

## Соперничества
Тремя главными соперниками сборной Англии являются Шотландия, Аргентина и Германия. В меньшей степени Англия соперничает со сборными Франции, Уэльса и Ирландии.
Соперничество с Шотландией является самым старым соперничеством в футболе. Оно началось в 1872 году, когда прошёл первый официальный матч между сборными. История взаимоотношений Англии и Шотландии, включавшая в себя и соперничество в разных формах, и войны, повлияла на характер спортивного соперничества. Шотландский национализм также является важным фактором в стремлении шотландской сборной обыграть англичан. Шотландские спортивные журналисты традиционно называют сборную Англии «старым врагом» (англ. Auld Enemy).
Накал соперничества снизился к концу 1970-х годов, особенно к концу 1980-х годов (последний ежегодный «регулярный» матч между сборными прошёл в 1989 году). К концу XX — началу XXI века для Англии более принципиальным стало противостояние со сборными Германии и Аргентины.
Соперничество с Германией считается в основном английским феноменом — перед матчами двух команд многие британские газеты печатают статьи со статистикой прошлых встреч этих сборных, включая финал чемпионата мира 1966 года и полуфинал чемпионата мира 1990 года. Большинство болельщиков сборной Германии считают принципиальными соперниками сборные Нидерландов и Италии, а не Англии. К началу 2020-х годов соперничество с Германией даже в самой Англии уже не рассматривалось как очень принципиальное.
Соперничество сборных Англии и Аргентины по футболу считается очень принципиальным в обеих странах. Матчи между этими сборными, даже если они товарищеские, вызывают большой интерес со стороны прессы и болельщиков обеих стран. В некоторых играх произошли спорные инциденты, обсуждаемые на протяжении многих лет и десятилетий (например, знаменитая «рука Бога»). Соперничество является межконтинентальным, что в целом нетипично, так как обычно соперничают сборные стран, находящихся неподалёку друг от друга (Италия—Франция, Аргентина—Бразилия, Англия—Шотландия). Несмотря на то, что команды провели между собой только 14 матчей, оно стало принципиальным после нескольких скандальных матчей, а также после Фолклендской войны между Аргентиной и Великобританией.

## Игроки

### Текущий состав сборной
Следующие игроки были вызваны главным тренером сборной Англии Томасом Тухелем на матч отборочного турнира к чемпионату мира 2026 против сборной Андорры (7 июня 2025 года) и товарищеский матч против сборной Сенегала.
Данные по количеству матчей и забитых мячей приведены по состоянию на 24 марта 2025 года.
|  | Вр  | Джордан Пикфорд          | 7 марта 1994 (31 год)     | 75  | −53 | Эвертон          |  |  |
|  | Вр  | Дин Хендерсон            | 12 марта 1997 (28 лет)    | 2   | −1  | Кристал Пэлас    |  |  |
|  | Вр  | Джеймс Траффорд          | 10 октября 2002 (22 года) | 0   | 0   | Бернли           |  |  |
|  |     |                          |                           |     |     |                  |  |  |
|  | Защ | Кайл Уокер               | 28 мая 1990 (35 лет)      | 95  | 1   | Милан            |  |  |
|  | Защ | Трент Александер-Арнольд | 7 октября 1998 (26 лет)   | 31  | 3   | Ливерпуль        |  |  |
|  | Защ | Рис Джеймс               | 8 декабря 1999 (25 лет)   | 18  | 1   | Челси            |  |  |
|  | Защ | Эзри Конса               | 23 октября 1997 (27 лет)  | 11  | 0   | Астон Вилла      |  |  |
|  | Защ | Леви Колуилл             | 26 февраля 2003 (22 года) | 3   | 0   | Челси            |  |  |
|  | Защ | Майлз Луис-Скелли        | 26 сентября 2006 (18 лет) | 2   | 1   | Арсенал          |  |  |
|  | Защ | Дэн Берн                 | 9 мая 1992 (33 года)      | 1   | 0   | Ньюкасл Юнайтед  |  |  |
|  | Защ | Трево Чалоба             | 5 июля 1999 (26 лет)      | 0   | 0   | Челси            |  |  |
|  |     |                          |                           |     |     |                  |  |  |
|  | ПЗ  | Джордан Хендерсон        | 17 июня 1990 (35 лет)     | 83  | 3   | Аякс             |  |  |
|  | ПЗ  | Деклан Райс              | 14 января 1999 (26 лет)   | 64  | 5   | Арсенал          |  |  |
|  | ПЗ  | Джуд Беллингем           | 26 июня 2003 (22 года)    | 42  | 6   | Реал Мадрид      |  |  |
|  | ПЗ  | Конор Галлахер           | 6 февраля 2000 (25 лет)   | 21  | 1   | Атлетико Мадрид  |  |  |
|  | ПЗ  | Коул Палмер              | 6 мая 2002 (23 года)      | 11  | 2   | Челси            |  |  |
|  | ПЗ  | Эберечи Эзе              | 29 июня 1998 (27 лет)     | 10  | 1   | Кристал Пэлас    |  |  |
|  | ПЗ  | Кертис Джонс             | 30 октября 2001 (23 года) | 4   | 1   | Ливерпуль        |  |  |
|  | ПЗ  | Морган Роджерс           | 26 июля 2002 (22 года)    | 4   | 0   | Астон Вилла      |  |  |
|  | ПЗ  | Морган Гиббс-Уайт        | 27 января 2000 (25 лет)   | 2   | 0   | Ноттингем Форест |  |  |
|  |     |                          |                           |     |     |                  |  |  |
|  | Нап | Гарри Кейн (капитан)     | 28 июля 1993 (31 год)     | 105 | 71  | Бавария          |  |  |
|  | Нап | Букайо Сака              | 5 сентября 2001 (23 года) | 43  | 12  | Арсенал          |  |  |
|  | Нап | Олли Уоткинс             | 30 декабря 1995 (29 лет)  | 18  | 5   | Астон Вилла      |  |  |
|  | Нап | Энтони Гордон            | 24 февраля 2001 (24 года) | 10  | 1   | Ньюкасл Юнайтед  |  |  |
|  | Нап | Айван Тоуни              | 16 марта 1996 (29 лет)    | 6   | 1   | Аль-Ахли         |  |  |
|  | Нап | Нони Мадуэке             | 10 марта 2002 (23 года)   | 5   | 0   | Челси            |  |  |

## Тренерский штаб
| Главный тренер             | Томас Тухель  |
| Ассистент главного тренера | Энтони Барри  |
| Тренер вратарей            | Энрике Илариу |

## Последние результаты и предстоящие матчи

### 2024 год
| 23 марта 2024 Товарищеский матч | Англия | 0:1     | Бразилия   | Лондон, Англия                                                           |
| 19:00 GMT                       |        | (отчёт) | Эндрик 80′ | Стадион: «Уэмбли» Зрителей: 83 467 Судья: Артур Соареш Диаш (Португалия) |

| 26 марта 2024 Товарищеский матч | Англия                               | 2:2     | Бельгия          | Лондон, Англия                                                         |
| 19:45 GMT                       | - Тоуни 17′ (пен.) - Беллингем 90+5′ | (отчёт) | Тилеманс 11′ 36′ | Стадион: «Уэмбли» Зрителей: 80 733 Судья: Cебастиан Гисхамер (Австрия) |

| 3 июня 2024 Товарищеский матч | Англия                                                  | 3:0     | Босния и Герцеговина | Ньюкасл-апон-Тайн                                                          |
| 19:45                         | - Палмер 60′ (пен.) - Александер-Арнольд 85′ - Кейн 89′ | (отчёт) |                      | Стадион: «Сент-Джеймс Парк» Зрителей: 50 061 Судья: Рохит Сагги (Норвегия) |

| 7 июня 2024 Товарищеский матч | Англия | 0:1     | Исландия         | Лондон                                                          |
| 19:45                         |        | (отчёт) | Торстейнссон 12′ | Стадион: «Уэмбли» Зрителей: 81 410 Судья: Давиде Масса (Италия) |

| 16 июня 2024 Групповой этап Евро-2024 | Сербия | 0:1     | Англия        | Гельзенкирхен                                                             |
| 21:00 CEST (UTC+2)                    |        | (отчёт) | Беллингем 13′ | Стадион: «Фельтинс-Арена» Зрителей: 48 953 Судья: Даниэле Орсато (Италия) |

| 20 июня 2024 Групповой этап Евро-2024 | Дания       | 1:1     | Англия   | Франкфурт-на-Майне                                                             |
| 18:00 CEST (UTC+2)                    | Юльманн 34′ | (отчёт) | Кейн 18′ | Стадион: «Вальдштадион» Зрителей: 46 177 Судья: Артур Соареш Диаш (Португалия) |

| 25 июня 2024 Групповой этап Евро-2024 | Англия | 0:0     | Словения | Кёльн                                                                  |
| 21:00 CEST (UTC+2)                    |        | (отчёт) |          | Стадион: «Рейн Энерги» Зрителей: 41 536 Судья: Клеман Тюрпен (Франция) |

| 30 июня 2024 Евро-2024. 1/8 финала | Англия                       | 2:1 (доп. вр.) | Словакия  | Гельзенкирхен                                                               |
| 18:00                              | - Беллингем 90+5′ - Кейн 91′ | (отчёт)        | Шранц 25′ | Стадион: «Фельтинс-Арена» Зрителей: 47 244 Судья: Халил Умут Мелер (Турция) |

| 6 июля 2024 Евро-2024. 1/4 финала                        | Англия   | 1:1 (доп. вр.) (5:3 пен.)         | Швейцария  | Дюссельдорф                                                                   |
| 18:00                                                    | Сака 80′ | (отчёт)                           | Эмболо 75′ | Стадион: «Меркур Шпиль-Арена» Зрителей: 46 907 Судья: Даниэле Орсато (Италия) |
|                                                          | Пенальти |                                   |            |                                                                               |
| - Палмер - Беллингем - Сака - Тоуни - Александер-Арнольд |          | - Аканджи - Шер - Шакири - Амдуни |            |                                                                               |

| 10 июля 2024 Евро-2024. 1/2 финала | Нидерланды | 1:2     | Англия                            | Дортмунд                                                                      |
| 21:00                              | Симонс 7′  | (отчёт) | - Кейн 18′ (пен.) - Уоткинс 90+1′ | Стадион: «Сигнал Идуна Парк» Зрителей: 60 926 Судья: Феликс Цвайер (Германия) |

| 14 июля 2024 Евро-2024. Финал | Испания                       | 2:1     | Англия     | Берлин                                                                            |
| 21:00                         | - Уильямс 47′ - Оярсабаль 86′ | (отчёт) | Палмер 73′ | Стадион: «Олимпийский стадион» Зрителей: 65 600 Судья: Франсуа Летексье (Франция) |

| 7 сентября 2024 Лига наций 2024/25 | Ирландия | 0:2     | Англия                  | Дублин, Ирландия                                                              |
| 17:00 BST (UTC+1)                  |          | (отчёт) | - Райс 11′ - Грилиш 26′ | Стадион: «Авива» Зрителей: 50 359 Судья: Хосе Мария Санчес Мартинес (Испания) |

| 10 сентября 2024 Лига наций 2024/25 | Англия       | 2:0     | Финляндия | Лондон, Англия                                                |
| 19:45 BST (UTC+1)                   | Кейн 57′ 76′ | (отчёт) |           | Стадион: «Уэмбли» Зрителей: 70 221 Судья: Мортен Крог (Дания) |

| 10 октября 2024 Лига наций 2024/25 | Англия        | 1:2     | Греция             | Лондон, Англия                                                    |
| 19:45 BST (UTC+1)                  | Беллингем 87′ | (отчёт) | Павлидис 49′ 90+4′ | Стадион: «Уэмбли» Зрителей: 79 012 Судья: Андреа Коломбо (Италия) |

| 13 октября 2024 Лига наций 2024/25 | Финляндия    | 1:3     | Англия                                           | Хельсинки, Финляндия                                                              |
| 19:00 UTC+1                        | Хосконен 87′ | (отчёт) | - Грилиш 18′ - Александер-Арнольд 74′ - Райс 84′ | Стадион: «Олимпийский стадион» Зрителей: 32 411 Судья: Георгий Круашвили (Грузия) |

| 14 ноября 2024 Лига наций 2024/25 | Греция | 0:3     | Англия                                           | Афины, Греция                                                          |
| 21:45 EET (UTC+2)                 |        | (отчёт) | - Уоткинс 7′ - Влаходимос 78′ (авт.) - Джонс 83′ | Стадион: «Айя-София» Зрителей: 60 664 Судья: Даниэль Зиберт (Германия) |

| 17 ноября 2024 Лига наций 2024/25 | Англия                                                                        | 5:0     | Ирландия | Лондон, Англия                                                     |
| 17:00 GMT                         | - Кейн 53′ (пен.) - Гордон 55′ - Галлахер 58′ - Боуэн 75′ - Харвуд-Беллис 79′ | (отчёт) |          | Стадион: «Уэмбли» Зрителей: 79 969 Судья: Эрик Ламбрехтс (Бельгия) |

### 2025
| 21 марта 2025 Отборочные матчи ЧМ-2026 | Англия                       | 2:0     | Албания | Лондон, Англия                                                                  |
| 19:45 GMT                              | - Луис-Скелли 20′ - Кейн 77′ | (отчёт) |         | Стадион: «Уэмбли» Зрителей: 82 378 Судья: Алехандро Эрнандес Эрнандес (Испания) |

| 24 марта 2025 Отборочные матчи ЧМ-2026 | Англия                            | 3:0     | Латвия | Лондон, Англия                                                      |
| 19:45 GMT                              | - Джеймс 38′ - Кейн 68′ - Эзе 76′ | (отчёт) |        | Стадион: «Уэмбли» Зрителей: 79 572 Судья: Орель Гринфельд (Израиль) |

| 7 июня 2025 Отборочные матчи ЧМ-2026 | Андорра | 0:1     | Англия   | Барселона, Испания                                                       |
| 18:00 CEST (UTC+2)                   |         | (отчёт) | Кейн 50′ | Стадион: «Корнелья-Эль Прат» Зрителей: 8 872 Судья: Игор Паяч (Хорватия) |

| 10 июня 2025 Товарищеский матч | Англия  | 1:3     | Сенегал                                | Ноттингем, Англия                                       |
| 19:45 BST (UTC+1)              | Кейн 7′ | (отчёт) | - Сарр 40′ - Диарра 62′ - Сабали 90+3′ | Стадион: «Сити Граунд» Судья: Стефани Фраппар (Франция) |

| 6 сентября 2025 Отборочные матчи ЧМ-2026 | Англия | –:–     | Андорра | Бирмингем, Англия     |
| 17:00 BST (UTC+1)                        |        | (отчёт) |         | Стадион: «Вилла Парк» |

| 9 сентября 2025 Отборочные матчи ЧМ-2026 | Сербия | –:–     | Англия | TBD |
| 20:45 CEST (UTC+2)                       |        | (отчёт) |        |     |

| 14 октября 2025 Отборочные матчи ЧМ-2026 | Латвия | –:–     | Англия | Рига, Латвия      |
| 20:45 CEST (UTC+2)                       |        | (отчёт) |        | Стадион: «Сконто» |

| 13 ноября 2025 Отборочные матчи ЧМ-2026 | Англия | –:–     | Сербия | Лондон, Англия    |
| 19:45 GMT                               |        | (отчёт) |        | Стадион: «Уэмбли» |

| 16 ноября 2025 Отборочные матчи ЧМ-2026 | Албания | –:–     | Англия | Тирана, Албания            |
| 18:00 CET (UTC+1)                       |         | (отчёт) |        | Стадион: «Арена Комбетаре» |

## Участие в международных турнирах

### Чемпионаты мира
| Год   | Раунд турнира            | Место                    | И                        | В                        | Н*                       | П                        | МЗ                       | МП                       |                         |
| ----- | ------------------------ | ------------------------ | ------------------------ | ------------------------ | ------------------------ | ------------------------ | ------------------------ | ------------------------ | ----------------------- |
| 1930  | Не являлась членом ФИФА  | Не являлась членом ФИФА  | Не являлась членом ФИФА  | Не являлась членом ФИФА  | Не являлась членом ФИФА  | Не являлась членом ФИФА  | Не являлась членом ФИФА  | Не являлась членом ФИФА  | Не являлась членом ФИФА |
| 1934  | Не являлась членом ФИФА  | Не являлась членом ФИФА  | Не являлась членом ФИФА  | Не являлась членом ФИФА  | Не являлась членом ФИФА  | Не являлась членом ФИФА  | Не являлась членом ФИФА  | Не являлась членом ФИФА  | Не являлась членом ФИФА |
| 1938  | Не являлась членом ФИФА  | Не являлась членом ФИФА  | Не являлась членом ФИФА  | Не являлась членом ФИФА  | Не являлась членом ФИФА  | Не являлась членом ФИФА  | Не являлась членом ФИФА  | Не являлась членом ФИФА  | Не являлась членом ФИФА |
| 1950  | Групповой этап           | 8-е                      | 3                        | 1                        | 0                        | 2                        | 2                        | 2                        |                         |
| 1954  | 1/4 финала               | 6-е                      | 3                        | 1                        | 1                        | 1                        | 8                        | 8                        |                         |
| 1958  | Групповой этап           | 11-е                     | 4                        | 0                        | 3                        | 1                        | 4                        | 5                        |                         |
| 1962  | 1/4 финала               | 8-е                      | 4                        | 1                        | 1                        | 2                        | 5                        | 6                        |                         |
| 1966  | Чемпион                  | 1-е                      | 6                        | 5                        | 1                        | 0                        | 11                       | 3                        |                         |
| 1970  | 1/4 финала               | 8-е                      | 4                        | 2                        | 0                        | 2                        | 4                        | 4                        |                         |
| 1974  | Не прошла квалификацию   | Не прошла квалификацию   | Не прошла квалификацию   | Не прошла квалификацию   | Не прошла квалификацию   | Не прошла квалификацию   | Не прошла квалификацию   | Не прошла квалификацию   |                         |
| 1978  | Не прошла квалификацию   | Не прошла квалификацию   | Не прошла квалификацию   | Не прошла квалификацию   | Не прошла квалификацию   | Не прошла квалификацию   | Не прошла квалификацию   | Не прошла квалификацию   |                         |
| 1982  | Второй групповой раунд   | 6-е                      | 5                        | 3                        | 2                        | 0                        | 6                        | 1                        |                         |
| 1986  | 1/4 финала               | 8-е                      | 5                        | 2                        | 1                        | 2                        | 7                        | 3                        |                         |
| 1990  | 4-е место                | 4-е                      | 7                        | 3                        | 3                        | 1                        | 8                        | 6                        |                         |
| 1994  | Не прошла квалификацию   | Не прошла квалификацию   | Не прошла квалификацию   | Не прошла квалификацию   | Не прошла квалификацию   | Не прошла квалификацию   | Не прошла квалификацию   | Не прошла квалификацию   |                         |
| 1998  | 1/8 финала               | 9-е                      | 4                        | 2                        | 1                        | 1                        | 7                        | 4                        |                         |
| 2002  | 1/4 финала               | 6-е                      | 5                        | 2                        | 2                        | 1                        | 6                        | 3                        |                         |
| 2006  | 1/4 финала               | 7-е                      | 5                        | 3                        | 2                        | 0                        | 6                        | 2                        |                         |
| 2010  | 1/8 финала               | 13-е                     | 4                        | 1                        | 2                        | 1                        | 3                        | 5                        |                         |
| 2014  | Групповой этап           | 26-е                     | 3                        | 0                        | 1                        | 2                        | 2                        | 4                        |                         |
| 2018  | 4-е место                | 4-е                      | 7                        | 3                        | 1                        | 3                        | 12                       | 8                        |                         |
| 2022  | 1/4 финала               | 6-е                      | 5                        | 3                        | 1                        | 1                        | 13                       | 4                        |                         |
| 2026  | Будет определено позднее | Будет определено позднее | Будет определено позднее | Будет определено позднее | Будет определено позднее | Будет определено позднее | Будет определено позднее | Будет определено позднее |                         |
| 2030  | Будет определено позднее | Будет определено позднее | Будет определено позднее | Будет определено позднее | Будет определено позднее | Будет определено позднее | Будет определено позднее | Будет определено позднее |                         |
| 2034  | Будет определено позднее | Будет определено позднее | Будет определено позднее | Будет определено позднее | Будет определено позднее | Будет определено позднее | Будет определено позднее | Будет определено позднее |                         |
| Итого | 16/22                    | 1 титул                  | 74                       | 32                       | 22                       | 20                       | 104                      | 68                       |                         |

### Чемпионаты Европы
| Год   | Раунд турнира            | Место                    | И                        | В                        | Н*                       | П                        | МЗ                       | МП                       |
| ----- | ------------------------ | ------------------------ | ------------------------ | ------------------------ | ------------------------ | ------------------------ | ------------------------ | ------------------------ |
| 1960  | Не участвовала           | Не участвовала           | Не участвовала           | Не участвовала           | Не участвовала           | Не участвовала           | Не участвовала           | Не участвовала           |
| 1964  | Не прошла квалификацию   | Не прошла квалификацию   | Не прошла квалификацию   | Не прошла квалификацию   | Не прошла квалификацию   | Не прошла квалификацию   | Не прошла квалификацию   | Не прошла квалификацию   |
| 1968  | Третье место             | 3-е                      | 2                        | 1                        | 0                        | 1                        | 2                        | 1                        |
| 1972  | Не прошла квалификацию   | Не прошла квалификацию   | Не прошла квалификацию   | Не прошла квалификацию   | Не прошла квалификацию   | Не прошла квалификацию   | Не прошла квалификацию   | Не прошла квалификацию   |
| 1976  | Не прошла квалификацию   | Не прошла квалификацию   | Не прошла квалификацию   | Не прошла квалификацию   | Не прошла квалификацию   | Не прошла квалификацию   | Не прошла квалификацию   | Не прошла квалификацию   |
| 1980  | Групповой этап           | 6-е                      | 3                        | 1                        | 1                        | 1                        | 3                        | 3                        |
| 1984  | Не прошла квалификацию   | Не прошла квалификацию   | Не прошла квалификацию   | Не прошла квалификацию   | Не прошла квалификацию   | Не прошла квалификацию   | Не прошла квалификацию   | Не прошла квалификацию   |
| 1988  | Групповой этап           | 7-е                      | 3                        | 0                        | 0                        | 3                        | 2                        | 7                        |
| 1992  | Групповой этап           | 7-е                      | 3                        | 0                        | 2                        | 1                        | 1                        | 2                        |
| 1996  | Полуфинал                | 3-е                      | 5                        | 2                        | 3                        | 0                        | 8                        | 3                        |
| 2000  | Групповой этап           | 11-е                     | 3                        | 1                        | 0                        | 2                        | 5                        | 6                        |
| 2004  | 1/4 финала               | 5-е                      | 4                        | 2                        | 1                        | 1                        | 10                       | 6                        |
| 2008  | Не прошла квалификацию   | Не прошла квалификацию   | Не прошла квалификацию   | Не прошла квалификацию   | Не прошла квалификацию   | Не прошла квалификацию   | Не прошла квалификацию   | Не прошла квалификацию   |
| 2012  | 1/4 финала               | 5-е                      | 4                        | 2                        | 2                        | 0                        | 5                        | 3                        |
| 2016  | 1/8 финала               | 12-е                     | 4                        | 1                        | 2                        | 1                        | 4                        | 4                        |
| 2020  | Финал                    | 2-е                      | 7                        | 5                        | 2                        | 0                        | 11                       | 2                        |
| 2024  | Финал                    | 2-е                      | 7                        | 3                        | 3                        | 1                        | 8                        | 6                        |
| 2028  | Будет определено позднее | Будет определено позднее | Будет определено позднее | Будет определено позднее | Будет определено позднее | Будет определено позднее | Будет определено позднее | Будет определено позднее |
| 2032  | Будет определено позднее | Будет определено позднее | Будет определено позднее | Будет определено позднее | Будет определено позднее | Будет определено позднее | Будет определено позднее | Будет определено позднее |
| Итого | 11/17                    | 0 титулов                | 45                       | 18                       | 16                       | 11                       | 59                       | 43                       |

*В ничьи включены также матчи плей-офф, которые завершились послематчевыми пенальти.
**Красная рамка означает, что турнир проходил в Англии.

## Достижения
- Чемпионаты мира
  - Чемпион: 1966
- Чемпионаты Европы
  - Второе место: 2020, 2024
  - Третье место: 1968, 1996
- Домашний чемпионат Великобритании
  - Победитель (54):
    - Полноценные победы (34): 1888, 1891, 1892, 1893, 1895, 1898, 1899, 1901, 1904, 1905, 1909, 1911, 1913, 1929/30, 1931/32, 1937/38, 1946/47, 1947/48, 1949/50, 1953/54, 1954/55, 1956/57, 1960/61, 1964/65, 1965/66, 1967/68, 1968/69, 1970/71, 1972/73, 1974/75, 1977/78, 1978/79, 1981/82, 1982/83
    - Разделённые победы (20): 1886, 1890, 1903, 1906, 1908, 1912, 1926/27, 1930/31, 1934/35, 1938/39, 1951/52, 1952/53, 1955/56, 1957/58, 1958/59, 1959/60, 1963/64, 1969/70, 1971/72, 1973/74
- Кубок Роуза
  - Победитель (3): 1986, 1988, 1989

## Статистика
Приведённые данные актуальны по состоянию на 24 марта 2025 года

### Игроки с наибольшим количеством матчей за сборную
| № | Игрок           | Период     | Игры | Голы |
| - | --------------- | ---------- | ---- | ---- |
| 1 | Питер Шилтон    | 1970—1990  | 125  | 0    |
| 2 | Уэйн Руни       | 2003—2018  | 120  | 53   |
| 3 | Дэвид Бекхэм    | 1996—2009  | 115  | 17   |
| 4 | Стивен Джеррард | 2000—2014  | 114  | 21   |
| 5 | Бобби Мур       | 1962—1973  | 108  | 2    |
| 6 | Эшли Коул       | 2001—2014  | 107  | 0    |
| 7 | Бобби Чарльтон  | 1958—1970  | 106  | 49   |
| 7 | Фрэнк Лэмпард   | 1999—2014  | 106  | 29   |
| 9 | Гарри Кейн      | 2015—н. в. | 105  | 71   |
| 9 | Билли Райт      | 1946—1959  | 105  | 3    |

### Лучшие бомбардиры сборной Англии
| №  | Игрок          | Период     | Голы | Игры | Голов за игру |
| -- | -------------- | ---------- | ---- | ---- | ------------- |
| 1  | Гарри Кейн     | 2015—н. в. | 71   | 105  | 0,6762        |
| 2  | Уэйн Руни      | 2003—2018  | 53   | 120  | 0,4417        |
| 3  | Бобби Чарльтон | 1958—1970  | 49   | 106  | 0,4623        |
| 4  | Гари Линекер   | 1984—1992  | 48   | 80   | 0,6000        |
| 5  | Джимми Гривз   | 1959—1967  | 44   | 57   | 0,7719        |
| 6  | Майкл Оуэн     | 1998—2008  | 40   | 89   | 0,4494        |
| 7  | Том Финни      | 1946—1958  | 30   | 76   | 0,3947        |
| 7  | Нэт Лофтхаус   | 1950—1958  | 30   | 33   | 0,9091        |
| 7  | Алан Ширер     | 1992—2000  | 30   | 63   | 0,4762        |
| 10 | Вивиан Вудворд | 1903—1911  | 29   | 23   | 1,2609        |
| 10 | Фрэнк Лэмпард  | 1999—2014  | 29   | 106  | 0,2736        |

### Главные тренеры сборной Англии
| Имя                     | Период     | И   | B  | Н  | П  | % побед |
| ----------------------- | ---------- | --- | -- | -- | -- | ------- |
| сэр Уолтер Уинтерботтом | 1946—1962  | 139 | 78 | 33 | 28 | 56,1    |
| сэр Альф Рамсей         | 1963—1974  | 113 | 69 | 27 | 17 | 61,1    |
| Джо Мерсер              | 1974       | 7   | 3  | 3  | 1  | 42,9    |
| Дон Реви                | 1974—1977  | 29  | 14 | 8  | 7  | 48,3    |
| Рон Гринвуд             | 1977—1982  | 55  | 33 | 12 | 10 | 60,0    |
| сэр Бобби Робсон        | 1982—1990  | 95  | 47 | 30 | 18 | 49,5    |
| Грэм Тейлор             | 1990—1993  | 38  | 18 | 13 | 7  | 47,4    |
| Терри Венейблс          | 1994—1996  | 23  | 11 | 11 | 1  | 47,8    |
| Гленн Ходдл             | 1996—1999  | 28  | 17 | 6  | 5  | 60,7    |
| Говард Уилкинсон        | 1999—2000  | 2   | 0  | 1  | 1  | 0       |
| Кевин Киган             | 1999—2000  | 18  | 7  | 7  | 4  | 38,9    |
| Питер Тейлор            | 2000       | 2   | 0  | 1  | 1  | 0       |
| Свен-Ёран Эрикссон      | 2001—2006  | 67  | 40 | 17 | 10 | 59,7    |
| Стив Макларен           | 2006—2007  | 18  | 9  | 4  | 5  | 50,0    |
| Фабио Капелло           | 2008—2012  | 42  | 28 | 8  | 6  | 66,7    |
| Стюарт Пирс             | 2012       | 1   | 0  | 0  | 1  | 0       |
| Рой Ходжсон             | 2012—2016  | 56  | 33 | 15 | 8  | 58,9    |
| Сэм Эллардайс           | 2016       | 1   | 1  | 0  | 0  | 100     |
| Гарет Саутгейт          | 2016—2024  | 102 | 61 | 24 | 17 | 059,8   |
| Ли Карсли (врем.)       | 2024       | 6   | 5  | 0  | 1  | 083,3   |
| Томас Тухель            | 2025—н. в. | 2   | 2  | 0  | 0  | 100,0   |